# Джордж (округ)
Округ Джордж (англ. George County) — округ штата Миссисипи, США. Население округа на 2000 год составляло 19144 человек. Административный центр округа — город Лусдейл.

## История
Округ Джордж основан в 1910 году.

## География
Округ занимает площадь 1238 км2.

## Демография
Согласно переписи населения 2000 года, в округе Джордж проживало 19144 человек (данные Бюро переписи населения США). Плотность населения составляла 15.5 человек на квадратный километр.